# Чемпіонат ФРН з футболу 1984—1985: Бундесліга
Сезон Бундесліги 1984–1985 був 22-им сезоном в історії Бундесліги, найвищого дивізіону футбольної першості ФРН. Він розпочався 24 серпня 1984 і завершився 8 червня 1985 року. Діючим чемпіоном країни був «Штутгарт», який не зміг захистити свій титул, фінішувавши лише на десятому місці і поступившись 17-ма турнірними очками мюнхенській «Баварії», яка й стала чемпіоном країни сезону 1984/85.

## Формат змагання
Кожна команда грала з кожним із суперників по дві гри, одній вдома і одній у гостях. Команди отримували по два турнірні очки за кожну перемогу і по одному очку за нічию. Якщо дві або більше команд мали однакову кількість очок, розподіл місць між ними відбувався за різницею голів, а за їх рівності — за кількістю забитих голів. Команда з найбільшою кількістю очок ставала чемпіоном, а дві найгірші команди напряму вибували до Другої Бундесліги, а третя команда з кінця проводила матчі плей-оф з бронзовим призером Другої Бундесліги за право участі у Бундеслізі на наступний сезон.

## Зміна учасників у порівнянні з сезоном 1983–84
«Кікерс» (Оффенбах) і «Нюрнберг» напряму вибули до Другої Бундесліги, фінішувавши на двох останніх місцях турнірної таблиці попереднього сезону. На їх місце до вищого дивізіону підвищилися «Карлсруе» і «Шальке 04». У плей-оф за місце в Бундеслізі «Айнтрахт» (Франкфурт-на-Майні) виграв за сумою двох матчів у «Дуйсбурга», зберігши таким чином за собою місце у найвищому дивізіоні.

## Команди-учасниці
| Клуб                            | Місто                 | Стадіон                   | Вміщує |
| ------------------------------- | --------------------- | ------------------------- | ------ |
| «Армінія» (Білефельд)           | Білефельд             | Білефельд Альм            | 35,000 |
| «Бохум»                         | Бохум                 | Воновія Рурштадіон        | 40,000 |
| «Айнтрахт» (Брауншвейг)         | Брауншвейг            | Гамбургер Штрассе Штадіон | 38,000 |
| «Вердер»                        | Бремен                | Везерштадіон              | 32,000 |
| «Боруссія» (Дортмунд)           | Дортмунд              | Зігналь Ідуна Парк        | 54,000 |
| «Фортуна» (Дюссельдорф)         | Дюссельдорф           | Райнштадіон               | 59,600 |
| «Айнтрахт» (Франкфурт-на-Майні) | Франкфурт-на-Майні    | Вальдштадіон              | 62,000 |
| «Гамбург»                       | Гамбург               | Фолькспаркштадіон         | 80,000 |
| «Кайзерслаутерн»                | Кайзерслаутерн        | Бетценберг                | 42,000 |
| «Карлсруе»                      | Карлсруе              | Вільдпаркштадіон          | 50,000 |
| «Кельн»                         | Кельн                 | Рейн Енергі Штадіон       | 61,000 |
| «Баєр 04»                       | Леверкузен            | Ульріх Габерланд Штадіон  | 20,000 |
| «Вальдгоф»                      | Людвігсгафен-на-Рейні | Зюдвестштадіон            | 75,000 |
| «Боруссія» (Менхенгладбах)      | Менхенгладбах         | Бекельбергштадіон         | 34,500 |
| «Баварія» (Мюнхен)              | Мюнхен                | Олімпіаштадіон            | 80,000 |
| «Шальке 04»                     | Гельзенкірхен         | Паркштадіон               | 70,000 |
| «Штутгарт»                      | Штутгарт              | Неккарштадіон             | 72,000 |
| «Юрдінген 05»                   | Крефельд              | Гротенбург-Штадіон        | 28,000 |

- ↑  «Вальдгоф» проводив свої домашні ігри у сусідньому Людвігсгафені-на-Рейні, оскільки його домашня арена не відповідала вимогам Бундесліги.

## Турнірна таблиця
| Поз | Команда                         | І  | В  | Н  | П  | ГЗ | ГП | РГ  | О  | Кваліфікація або пониження                    |
| --- | ------------------------------- | -- | -- | -- | -- | -- | -- | --- | -- | --------------------------------------------- |
| 1   | «Баварія» (Мюнхен) (C)          | 34 | 21 | 8  | 5  | 79 | 38 | +41 | 50 | Перший раунд Кубка чемпіонів 1985—1986        |
| 2   | «Вердер»                        | 34 | 18 | 10 | 6  | 87 | 51 | +36 | 46 | Перший раунд Кубка УЄФА 1985—1986             |
| 3   | «Кельн»                         | 34 | 18 | 4  | 12 | 69 | 66 | +3  | 40 | Перший раунд Кубка УЄФА 1985—1986             |
| 4   | «Боруссія» (Менхенгладбах)      | 34 | 15 | 9  | 10 | 77 | 53 | +24 | 39 | Перший раунд Кубка УЄФА 1985—1986             |
| 5   | «Гамбург»                       | 34 | 14 | 9  | 11 | 58 | 49 | +9  | 37 | Перший раунд Кубка УЄФА 1985—1986             |
| 6   | «Вальдгоф»                      | 34 | 13 | 11 | 10 | 47 | 50 | −3  | 37 |                                               |
| 7   | «Баєр 05» (Юрдінген)            | 34 | 14 | 8  | 12 | 57 | 52 | +5  | 36 | Перший раунд Кубка володарів кубків 1985—1986 |
| 8   | «Шальке 04»                     | 34 | 13 | 8  | 13 | 63 | 62 | +1  | 34 |                                               |
| 9   | «Бохум»                         | 34 | 12 | 10 | 12 | 52 | 54 | −2  | 34 |                                               |
| 10  | «Штутгарт»                      | 34 | 14 | 5  | 15 | 79 | 59 | +20 | 33 |                                               |
| 11  | «Кайзерслаутерн»                | 34 | 11 | 11 | 12 | 56 | 60 | −4  | 33 |                                               |
| 12  | «Айнтрахт» (Франкфурт-на-Майні) | 34 | 10 | 12 | 12 | 62 | 67 | −5  | 32 |                                               |
| 13  | «Баєр 04»                       | 34 | 9  | 13 | 12 | 52 | 54 | −2  | 31 |                                               |
| 14  | «Боруссія» (Дортмунд)           | 34 | 13 | 4  | 17 | 51 | 65 | −14 | 30 |                                               |
| 15  | «Фортуна» (Дюссельдорф)         | 34 | 10 | 9  | 15 | 53 | 66 | −13 | 29 |                                               |
| 16  | «Армінія» (Білефельд) (R)       | 34 | 8  | 13 | 13 | 46 | 61 | −15 | 29 | Плей-оф за місце у Бундеслізі                 |
| 17  | «Карлсруе» (R)                  | 34 | 5  | 12 | 17 | 47 | 88 | −41 | 22 | Пониження у класі до Другої Бундесліги        |
| 18  | «Айнтрахт» (Брауншвейг) (R)     | 34 | 9  | 2  | 23 | 39 | 79 | −40 | 20 | Пониження у класі до Другої Бундесліги        |

## Результати
| Команда                         | АРМ | БОХ | АЙБ  | ВЕР | БРД | ФОР | АЙФ | ГАМ | КАЙ | КАР | КЕЛ | Б04 | ВАЛ | БРМ | БАВ | Ш04 | ШТТ | ЮРД |
| ------------------------------- | --- | --- | ---- | --- | --- | --- | --- | --- | --- | --- | --- | --- | --- | --- | --- | --- | --- | --- |
| «Армінія» (Білефельд)           | —   | 2–3 | 3–2  | 3–4 | 3–0 | 1–1 | 2–2 | 4–1 | 1–1 | 4–1 | 1–0 | 1–1 | 0–1 | 3–3 | 1–3 | 2–1 | 2–7 | 1–0 |
| «Бохум»                         | 1–1 | —   | 1–0  | 1–3 | 4–1 | 1–0 | 3–3 | 0–0 | 3–0 | 5–2 | 1–3 | 0–0 | 0–1 | 0–2 | 1–1 | 0–1 | 2–1 | 1–0 |
| «Айнтрахт» (Брауншвейг)         | 0–0 | 1–3 | —    | 0–2 | 2–4 | 1–0 | 5–0 | 3–1 | 2–1 | 3–1 | 1–3 | 0–2 | 0–1 | 0–4 | 0–1 | 4–2 | 3–1 | 0–0 |
| «Вердер»                        | 2–1 | 2–2 | 4–1  | —   | 6–0 | 2–1 | 3–3 | 5–2 | 6–1 | 7–1 | 6–2 | 2–2 | 1–1 | 2–0 | 4–2 | 2–1 | 3–1 | 1–0 |
| «Боруссія» (Дортмунд)           | 1–3 | 3–0 | 3–1  | 2–0 | —   | 1–2 | 2–1 | 1–2 | 0–3 | 0–2 | 2–0 | 2–1 | 0–0 | 2–3 | 1–1 | 4–1 | 4–1 | 4–0 |
| «Фортуна» (Дюссельдорф)         | 1–1 | 0–2 | 4–1  | 3–2 | 0–0 | —   | 3–1 | 4–2 | 1–0 | 2–2 | 1–2 | 3–2 | 1–1 | 2–1 | 0–2 | 1–2 | 2–2 | 2–2 |
| «Айнтрахт» (Франкфурт-на-Майні) | 3–0 | 1–1 | 2–0  | 1–3 | 2–1 | 2–2 | —   | 1–0 | 1–1 | 4–2 | 1–4 | 2–0 | 7–2 | 1–1 | 2–2 | 1–1 | 2–0 | 3–2 |
| «Гамбург»                       | 4–0 | 3–1 | 5–0  | 2–0 | 4–2 | 1–2 | 2–0 | —   | 3–2 | 0–0 | 3–1 | 1–1 | 5–2 | 1–1 | 2–1 | 2–0 | 3–1 | 1–1 |
| «Кайзерслаутерн»                | 1–1 | 5–2 | 1–0  | 2–2 | 5–0 | 3–1 | 2–1 | 1–1 | —   | 3–1 | 6–0 | 3–3 | 1–1 | 2–0 | 0–1 | 2–2 | 2–1 | 6–1 |
| «Карлсруе»                      | 4–0 | 1–1 | 4–1  | 1–1 | 2–4 | 2–2 | 2–2 | 1–1 | 0–0 | —   | 1–4 | 0–0 | 3–2 | 0–1 | 0–4 | 2–2 | 1–1 | 0–4 |
| «Кельн»                         | 1–1 | 2–1 | 1–0  | 3–2 | 6–1 | 4–2 | 2–0 | 2–1 | 2–0 | 3–4 | —   | 3–1 | 0–0 | 1–5 | 0–2 | 4–1 | 1–1 | 1–5 |
| «Баєр 04»                       | 1–1 | 1–1 | 0–3  | 0–0 | 0–1 | 4–3 | 3–1 | 2–0 | 3–0 | 4–1 | 4–4 | —   | 2–1 | 3–2 | 3–0 | 2–2 | 0–2 | 0–0 |
| «Вальдгоф»                      | 0–0 | 2–0 | 2–0  | 1–1 | 1–2 | 2–1 | 3–1 | 3–1 | 1–1 | 3–0 | 1–2 | 2–1 | —   | 1–3 | 0–0 | 5–2 | 1–1 | 2–1 |
| «Боруссія» (Менхенгладбах)      | 2–0 | 4–3 | 10–0 | 1–1 | 1–1 | 0–2 | 3–3 | 0–1 | 7–0 | 3–3 | 2–3 | 1–1 | 3–0 | —   | 3–2 | 3–1 | 2–1 | 0–0 |
| «Баварія» (Мюнхен)              | 3–3 | 2–2 | 3–0  | 4–2 | 1–0 | 6–0 | 4–2 | 1–1 | 3–0 | 6–2 | 2–0 | 2–1 | 1–2 | 4–0 | —   | 3–0 | 3–2 | 2–1 |
| «Шальке 04»                     | 3–0 | 2–3 | 3–2  | 2–2 | 3–1 | 1–0 | 1–3 | 3–0 | 1–1 | 3–1 | 2–3 | 4–2 | 4–0 | 4–1 | 1–1 | —   | 4–3 | 2–0 |
| «Штутгарт»                      | 2–0 | 1–2 | 6–1  | 1–3 | 2–0 | 5–2 | 4–2 | 1–1 | 5–0 | 5–0 | 3–1 | 4–1 | 3–0 | 2–3 | 1–3 | 1–0 | —   | 5–2 |
| «Баєр 05» (Юрдінген)            | 1–0 | 3–1 | 1–2  | 3–1 | 2–1 | 5–2 | 1–1 | 2–1 | 3–0 | 3–0 | 2–1 | 2–1 | 2–2 | 3–2 | 1–3 | 1–1 | 3–2 | —   |

## Плей-оф за місце в Бундеслізі
«Армінія» (Білефельд) і бронзовий призер Другої Бундесліги «Саарбрюкен» у двоматчевому плей-оф розігрували між собою право участі у Бундеслізі наступного сезону. «Саарбрюкен» здобув перемогу з рахунком 3–1 і підвищився до елітного німецького дивізіону.
| 13 червня 1985 |

| «Саарбрюкен»           | 2–0             | «Армінія» (Білефельд) |
| ---------------------- | --------------- | --------------------- |
| Блеттель 9' Дікерт 69' | Протокол (нім.) |                       |

| Людвігспаркштадіон, Саарбрюккен Глядачів: 15,000 Арбітр: Зігфрід Брем (Кеммерн) |

| 17 червня 1985 |

| «Армінія» (Білефельд) | 1–1             | «Саарбрюкен» |
| --------------------- | --------------- | ------------ |
| Вестервінтер 59'      | Протокол (нім.) | Юсуфі 78'    |

| Білефельд Альм, Білефельд Глядачів: 32,000 Арбітр: Петер Габор (Берлін) |

## Найкращі бомбардири
26 голів
- Клаус Аллофс («Кельн»)

25 голів
- Руді Феллер («Вердер»)

19 голів
- Карл Алльгевер («Штутгарт»)
- Томас Аллофс («Кайзерслаутерн»)

18 голів
- Зігфрід Райх («Армінія» (Білефельд))
- Клаус Тойбер («Шальке 04»)

17 голів
- Гюнтер Тьєле («Фортуна» (Дюссельдорф))

16 голів
- Клаус Фішер («Бохум»)
- П'єр Літтбарскі («Кельн»)
- Лотар Маттеус («Баварія» (Мюнхен))
- Франк Міль («Боруссія» (Менхенгладбах))

## Склад чемпіонів
| «Баварія» (Мюнхен) |
| --- |
| Воротарі: Раймонд Ауманн (20); Жан-Марі Пфафф (14). Захисники: Норберт Едер (34 / 2); Клаус Аугенталер (32 / 5); Гольгер Вільмер (29 / 3); Ганс Пфлюглер (17 / 2); Бертрам Баєрлорцер (12); Бернд Мартін (8). Півзахисники: Лотар Маттеус (33 / 16); Вольфганг Дреммлер (29 / 1); Серен Лербю (28 / 11); Норберт Нахтвайг (25 / 3); Бернд Дюрнбергер (20 / 2); Вольфганг Гробе (3 / 1). Нападники: Роланд Вольфарт (32 / 12); Людвіг Кегль (27 / 1); Райнгольд Маті (24 / 7); Міхаель Румменігге (24 / 5); Дітер Генесс (20 / 7). (кількість ігор і голів наведені у дужках) Головний тренер: Удо Латтек. Був у заявці, але не взяв участі у жодній грі чемпіонату: Манфред Швабль; Угур Тютюнекер; Карл Дельгає; Ахім Ферстер; Ганс-Вернер Грюнвальд. |